# Ademar da Silva Braga Júnior
Ademar da Silva Braga Júnior (sinh ngày 12 tháng 8 năm 1976) là một cầu thủ bóng đá người Brasil.

## Sự nghiệp câu lạc bộ
Ademar da Silva Braga Júnior đã từng chơi cho Cerezo Osaka.